# Markt (Maastricht)
De Markt (Maastrichts: Merret) is een plein in de binnenstad van Maastricht. Het plein ontleent zijn naam aan de warenmarkten die hier al eeuwenlang plaatsvinden. Tevens bevindt zich op de Markt het Stadhuis van Maastricht en een groot aantal horecagelegenheden. De Markt is goed bereikbaar met het openbaar vervoer (stadsbussen Arriva).

## Geschiedenis

### Middeleeuwen
De Markt was in het begin een veel kleiner plein gelegen aan de noordelijke rand van de stad, tegen de eerste middeleeuwse stadmuur aan. De namen van enkele op de Markt aansluitende straten, Kleine Gracht en Grote Gracht, herinneren hier aan, want zij liggen op de plaats van de gracht die langs de stadsmuur liep. Tegen de binnenkant van de oude stadsmuur bouwde men aan het eind van de 13e eeuw een lakenhal met belfort. In de lakenhal werden de lakens verhandeld van de Maastrichtse lakenwevers, die zich in het Boschstraatkwartier ten noorden van de Markt gevestigd hadden. Aan weerszijden van de Lakenhal bevonden zich stadspoorten: de Hochterpoort was de hoofdpoort en de Leugenpoort een secundaire poort. Door de bouw van de tweede omwalling in de 14e eeuw kwam het plein centraler in de stad te liggen. De Hochterpoort en Leugenpoort verloren hun oorspronkelijke functie en werden ingericht als gevangenis; de Hochterpoort stond daarna bekend als Gevangenpoort. De oude stadsmuur liep tot het midden van de 17e eeuw dwars over het plein. Ten zuiden van die muur lag de Zaterdagmarkt, voornamelijk bestemd voor de verkoop van levensmiddelen, hoewel bepaalde locaties gereserveerd waren voor schoenmakers, klompenmakers, bontwerkers, touwslagers en kuipers. De ruimte buiten de oude stadsmuur was voor de handel in hout bedoeld en heette dan ook de Houtmarkt.

### 17e-19e eeuw
De Markt kreeg haar huidige vorm na 1659, toen voor de bouw van het nieuwe Stadhuis van Maastricht de oude Lakenhal, de Gevangenenpoort en de vervallen stadsmuur moesten worden gesloopt. Hierdoor ontstond een groot, min of meer vierkant plein: de Markt. De eerste steen voor het stadhuis, naar een ontwerp van de Hollandse bouwmeester Pieter Post, werd gelegd in 1659. In 1664 was het stadhuis, op de toren na, voltooid.
In 1695 werd aan de zuidzijde van de stadhuistrap een schandpaal geplaatst, waaraan mannen die iets misdaan hadden aan de kaak werden gesteld. Voor vrouwen die de wet hadden overtreden werd aan de noordzijde een "draeyhuysken", een draaibare houten kooi, geplaatst. Op de Markt werden ook executies van ter dood veroordeelden uitgevoerd, voor het laatst in 1860.
De meeste huizen aan de Markt zijn in de 17e en 18e eeuw gebouwd. In veel gevallen betrof het 'verstening' van bestaande middeleeuwse huizen. Voorbeelden zijn de hoekpanden Markt-Hoenderstraat en Markt-Heilige Geest, waar de stenen invulling van het vakwerkbouwskelet in beide gevallen duidelijk zichtbaar is. Veel huizen rondom de Markt vallen op door monumentale, (deels) hardstenen gevels en hoge daken.

### 20e-21e eeuw
Van 1896 tot 1902 reed een gemeentelijk gastram over de Markt. Wegens slechte prestaties werd deze in 1903 vervangen door een paardentram. De Maastrichtsche Tram verzorgde tot 1914 het openbaar vervoer tussen het Wycker stationsgebied en de Boschstraat, via Vrijthof en Markt. Vanaf 1918 nam Stadsbus Maastricht die taak over.

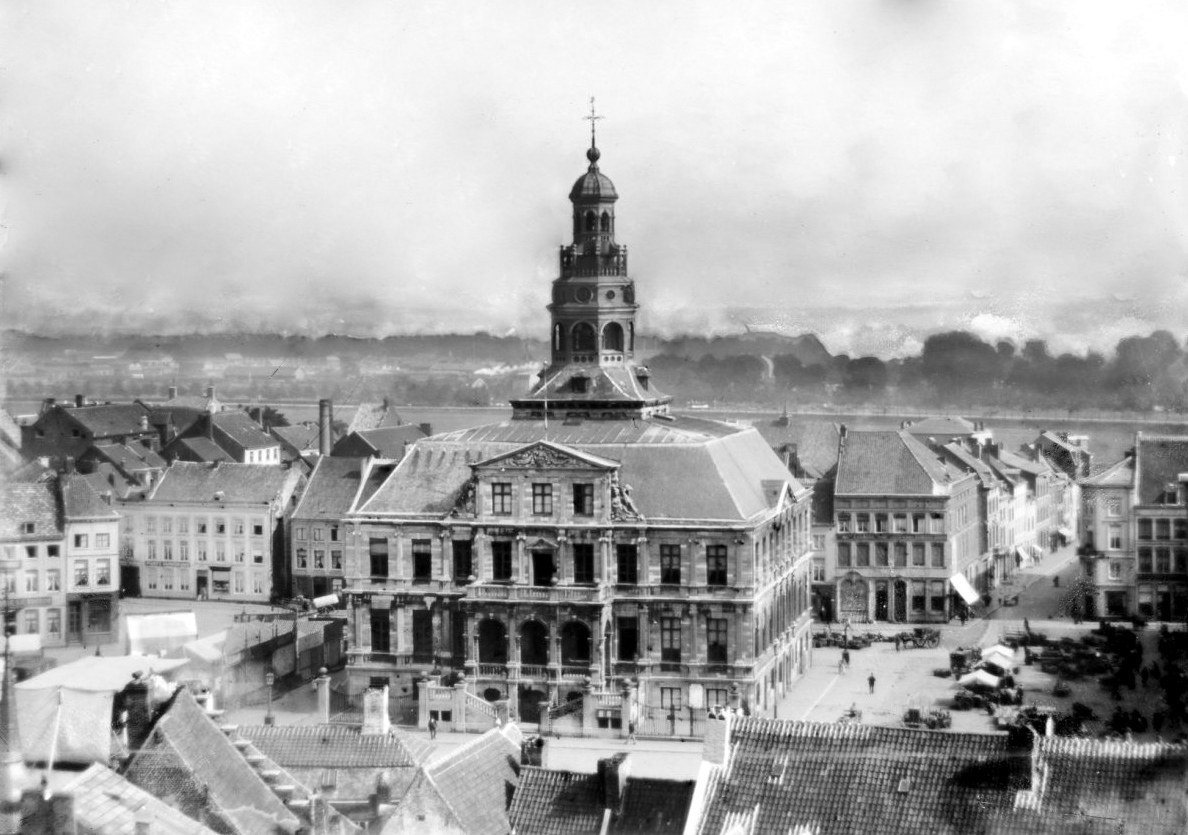
Gezicht op de Markt vanaf het observatorium van de (gesloopte) HBS aan de Helmstraat, vóór 1900

De Markt veranderde in 1930 drastisch van aanzicht door de bouw van de Wilhelminabrug. Om het verkeer vanaf de nieuwe brug te laten doorstromen, sloopte men de bebouwing tussen de Markt en de Maas, waardoor twee straten en drie bouwblokken compleet werden weggevaagd. Ter plekke van de verdwenen Kwadevliegenstraat en de Drieëmmerstraat werd een nieuwe, brede straat aangelegd, de Stadhuisstraat. Het gebied lag jarenlang braak.
Pas aan het eind van de jaren 50, begin jaren 60 verrezen aan weerszijden van de Stadhuisstraat grote kantoorgebouwen: het stadskantoor van de gemeente Maastricht en een kantoor van Rijkswaterstaat. Het laatste werd enkele jaren later eveneens door de gemeentelijke organisatie in gebruik genomen. In dezelfde periode werd een deel van de nabije Gubbelstraat gesloopt om plaats te maken voor een vijf lagen tellende, bovengrondse parkeergarage. De drie gebouwen in functionalistische stijl waren jarenlang gehate objecten in het Maastrichtse stadsbeeld.

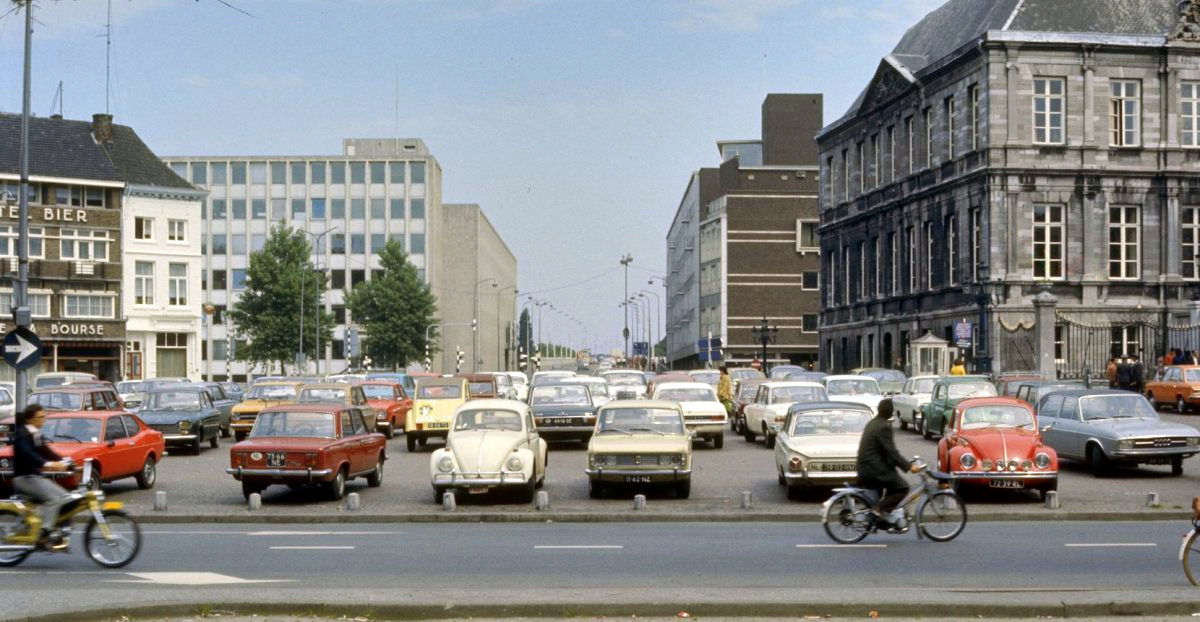
De Markt als parkeerplaats in de jaren 70. Op de achtergrond het "gat in de Markt"

Aan het eind van de twintigste eeuw stond de gemeente voor de keuze om de kantoren aan de Stadhuisstraat drastisch te renoveren of nieuwbouw te plegen. De behoefte om de stedebouwkundige fouten uit het verleden te herstellen en het gat in de oostelijke Marktwand te dichten, gecombineerd met de weerstand die de architectuur van de gebouwen opriep, gaf de doorslag en men besloot tot sloop en nieuwbouw. Van 2002 tot 2007 werd het grootschalige nieuwbouwcomplex Mosae Forum naar plannen van Jo Coenen en Bruno Albert gerealiseerd, waardoor het "Marktgat" thans deels is gedicht. In Mosae Forum zijn naast de gemeentekantoren een winkelcentrum en een grote ondergrondse parkeergarage opgenomen. Door de opheffing van de Stadhuisstraat moest de aanlanding van de Wilhelminabrug bij die gelegenheid worden gewijzigd, zodat het verkeer naar de Maasboulevard in plaats van de Markt kon worden geleid. De Markt werd daarna autoluw ingericht, waarbij alle bovengrondse parkeerplaatsen verdwenen. Door de strategische aanplant van bomen werd het oorspronkelijke inrichtingsplan van Pieter Post alsnog uitgevoerd.

## Beschrijving erfgoed

### Rijksmonumenten

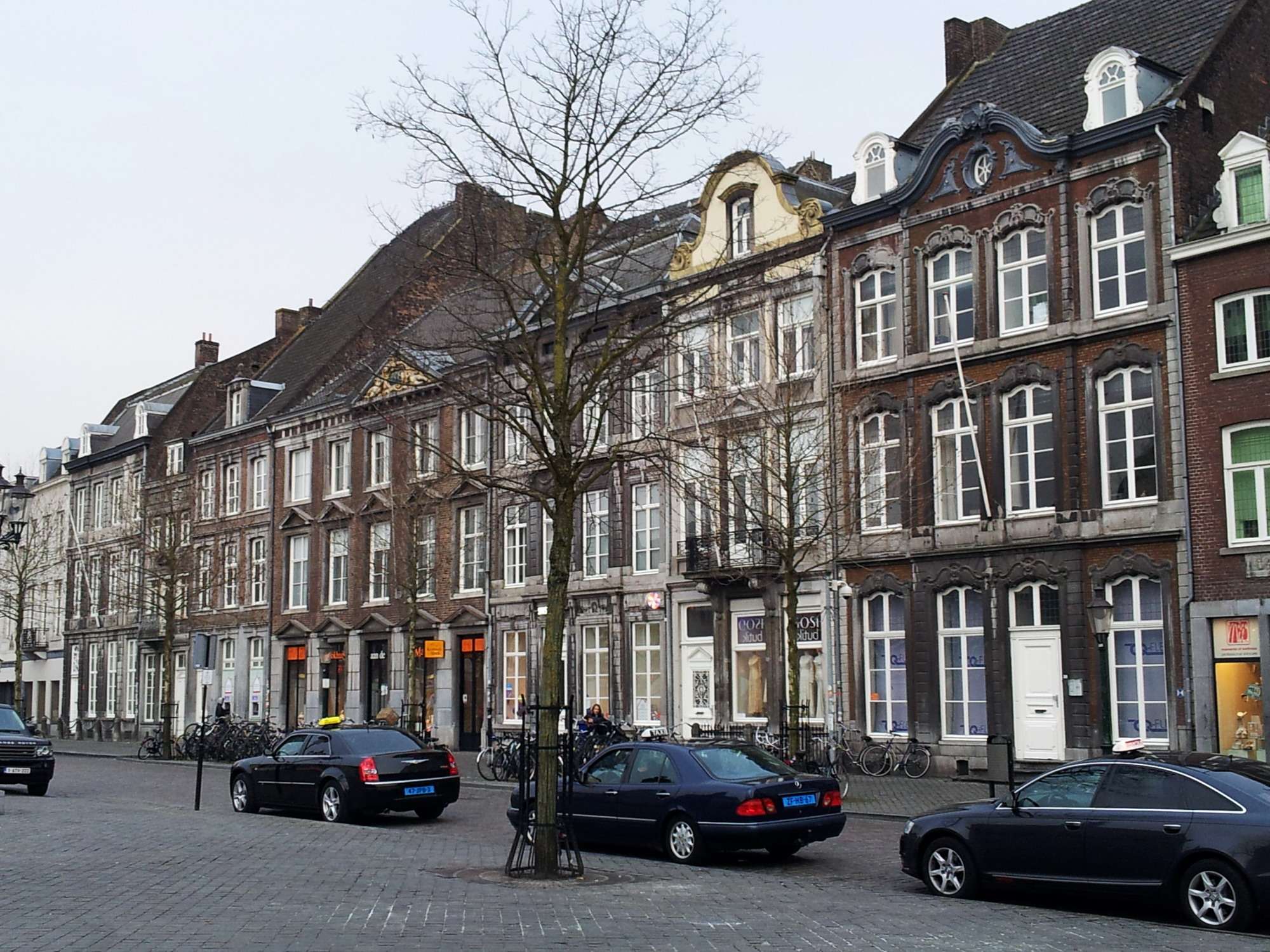
Monumentale westwand

Midden op de Markt staat het 17e-eeuwse stadhuis dat nog steeds dienstdoet als gemeentehuis van Maastricht, hoewel de meeste gemeentelijke diensten sinds 2007 in Mosae Forum gehuisvest zijn. Ook de raadszaal en de publieksbalies hebben een onderkomen in het nieuwe complex gevonden. Het college van burgemeester en wethouders echter zetelt in het oude stadhuis, dat tevens voor representatieve doeleinden wordt gebruikt. Het stadhuis van Maastricht geldt als een hoogtepunt in het oeuvre van Pieter Post en een belangrijk voorbeeld van het Hollands classicisme.
Aan de Markt bevinden zich 62 rijksmonumenten. Met name de westelijke Marktwand telt een groot aantal monumentale gevels in Lodewijk XV- of Lodewijk XVI-stijl. Het dubbele pand op de hoek met het Heilige Geeststraatje heeft een indrukwekkende vakwerkgevel aan de steegzijde. De voorgevel aan de Markt werd omstreeks 1770 versteend. Markt 55, op de hoek van de Hoenderstraat, heeft een zeer brede, hardstenen Lodewijk XV-pui. Nr. 14, aan de westzijde, bezit een hardstenen gevel met blokmotieven in Lodewijk XVI-stijl en een fraai interieur in dezelfde stijl. Achter het herenhuis ligt een neoclassicistische koetshuis uit de late negentiende eeuw (Batterijstraat 65). Op Markt 20 ligt een herenhuis met een gevel in de stijl van de Luikse régence met typerende rocailleversieringen. Het naastgelegen Markt 18 is een ontwerp van de laat-18e-eeuwse architect Mathias Soiron. Deze vernieuwde tevens diverse interieurs van bestaande panden.

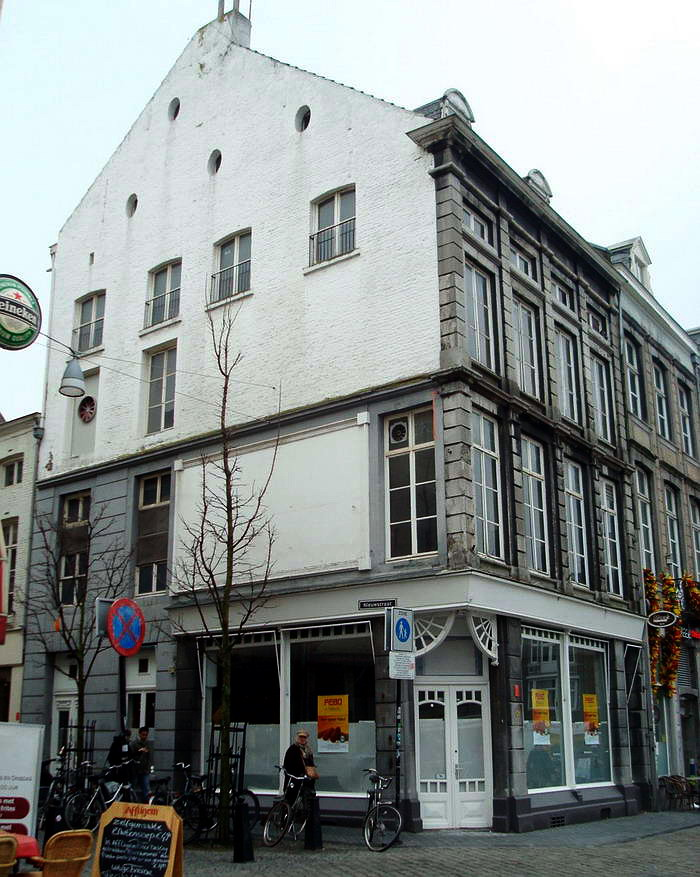
Hoekpand Nieuwstraat
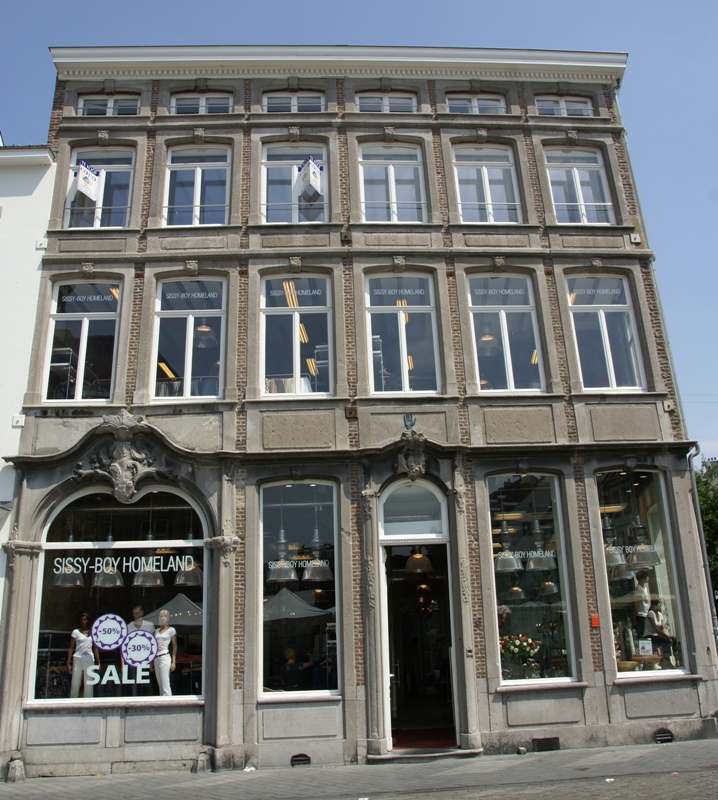
Hoekpand Hoenderstraat
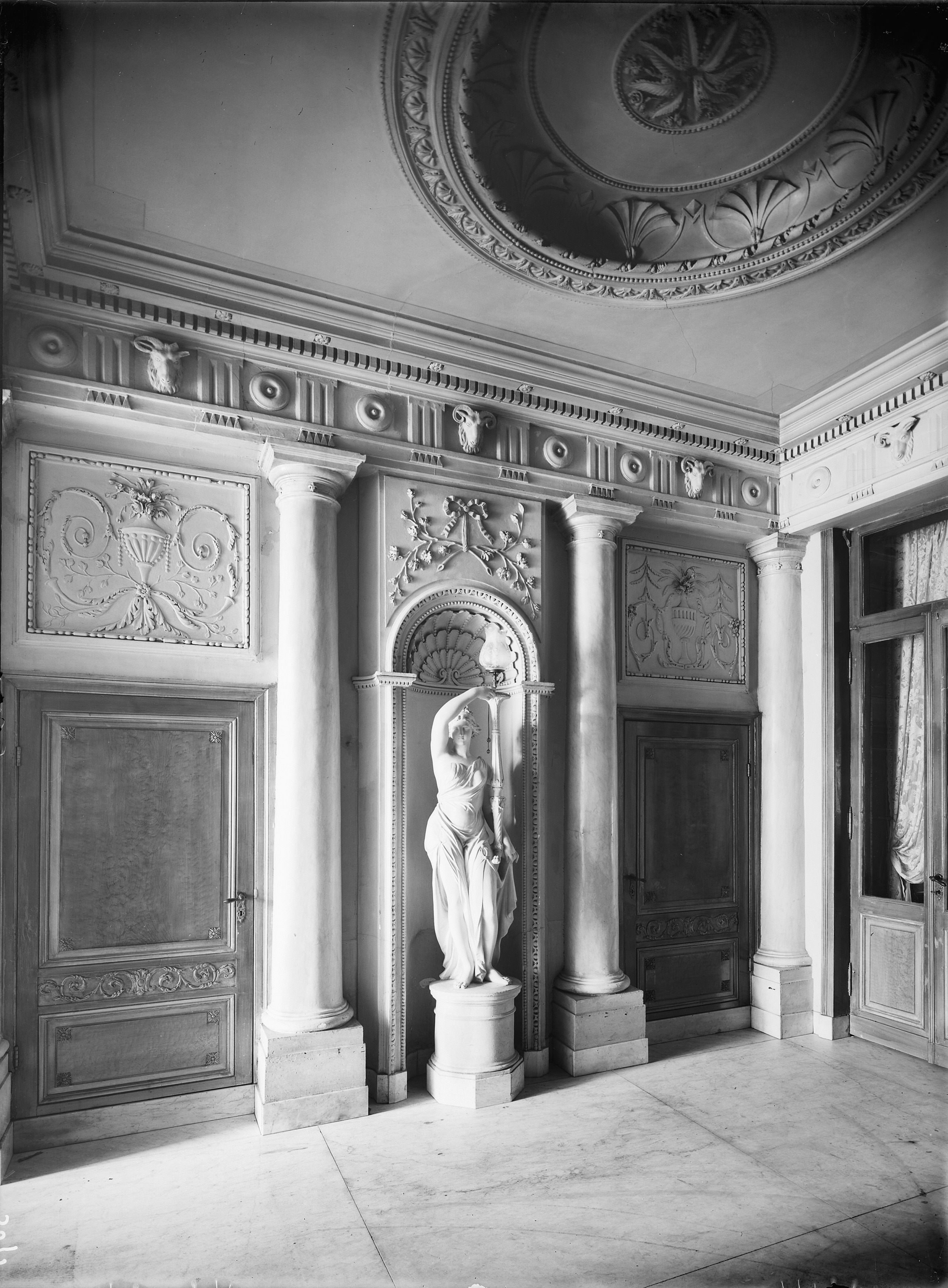
Interieur Markt 14
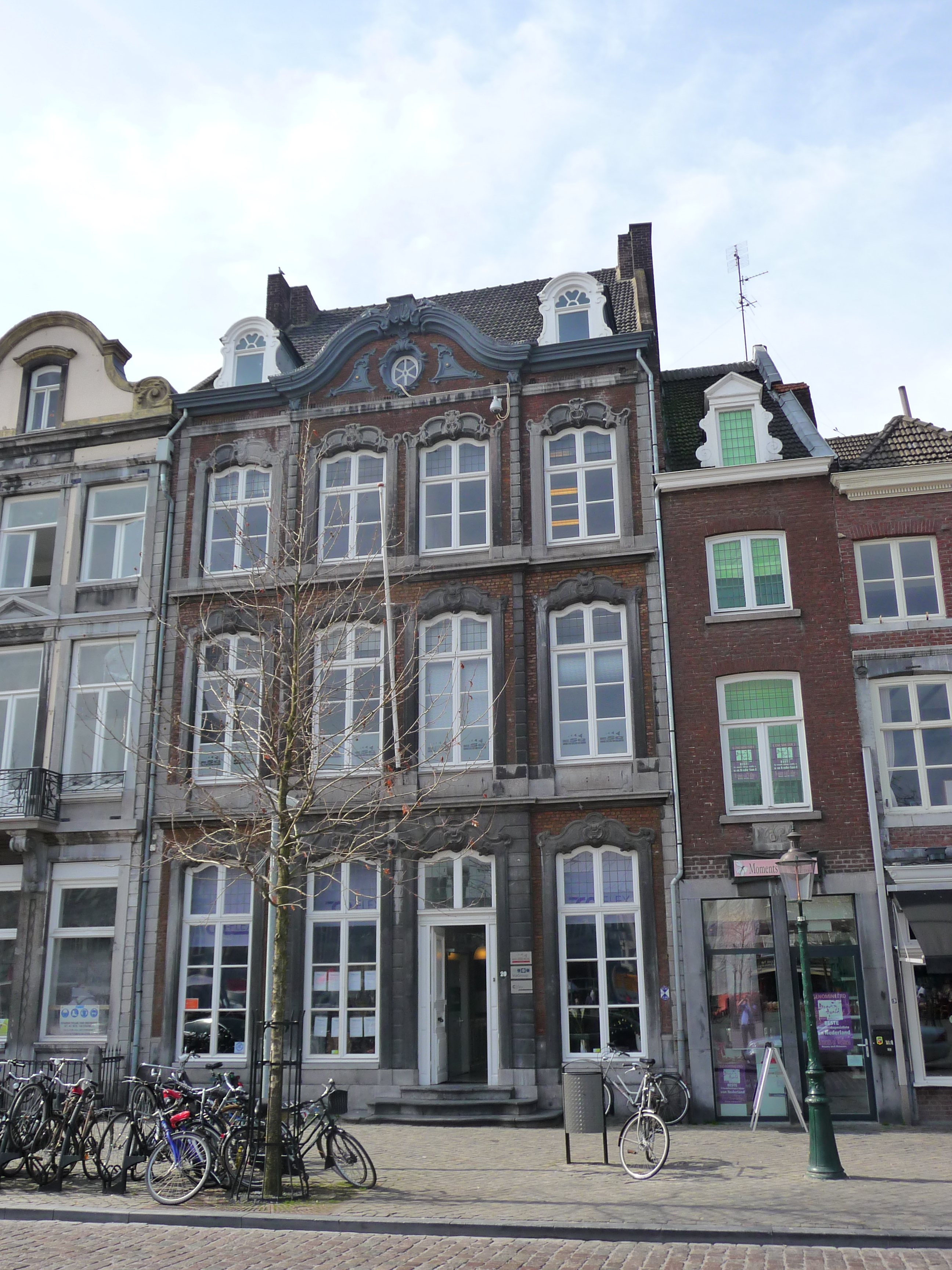
Markt 20

### Moderne architectuur
Het complex Mosae Forum, onderdeel van het Maas-Marktproject, is een voorbeeld van moderne architectuur, waarbij getracht is de nieuwbouw te laten aansluiten bij de monumentale omgeving. Het masterplan en het grijze, noordelijke bouwdeel zijn van de hand van de in Maastricht woonachtige architect Jo Coenen. Het lichtbruine, zuidelijke gebouw is ontworpen door de Luikse architect Bruno Albert.

### Gevelstenen, beelden, straatmeubilair
Aan de Markt bevinden zich 22 huizen met gevelstenen, die vrijwel allemaal uit de 18e eeuw dateren. Markt 17 bezit een gebeeldhouwd fronton met twee putti die een schild met het jaartal 1738 vasthouden. De vier gevels van het stadhuis zijn eveneens versierd met frontons met beeldhouwwerk. De west- en oostzijde zijn het meest uitbundig; hier zijn bovendien gebeeldhouwde zijstukken aanwezig. Aan de westgevel is afgebeeld de stedenmaagd met het wapenschild van Maastricht, geflankeerd door Mars (als symbool van weerbaarheid van de vestingstad Maastricht) en Minerva (met het hoofd van Medusa en een uil als symbool van wijsheid).
Aan de noordkant van de Markt, bij het begin van de Boschstraat, staat sinds 1904 het standbeeld van de Maastrichtse uitvinder van het lichtgas, Jan Pieter Minckeleers, met in zijn hand een eeuwig brandende toorts. Het bronzen standbeeld van Bart van Hove staat op een hoge, hardstenen sokkel met bronzen plaquettes. In 2006 werd het beeld enige tientallen meters zuidwaarts verplaatst. Aan de zuidkant van de Markt staat een hardstenen fontein met het standbeeld van het Mooswief van Charles Vos uit 1954. Het beeld brengt hommage aan de groentevrouwen, die eertijds vanuit de dorpen rondom Maastricht hun waren op de markt kwamen aanbieden. Op de Markt bevindt zich verder een hardstenen waterpomp uit 1824 op een 17e-eeuwse sokkel.

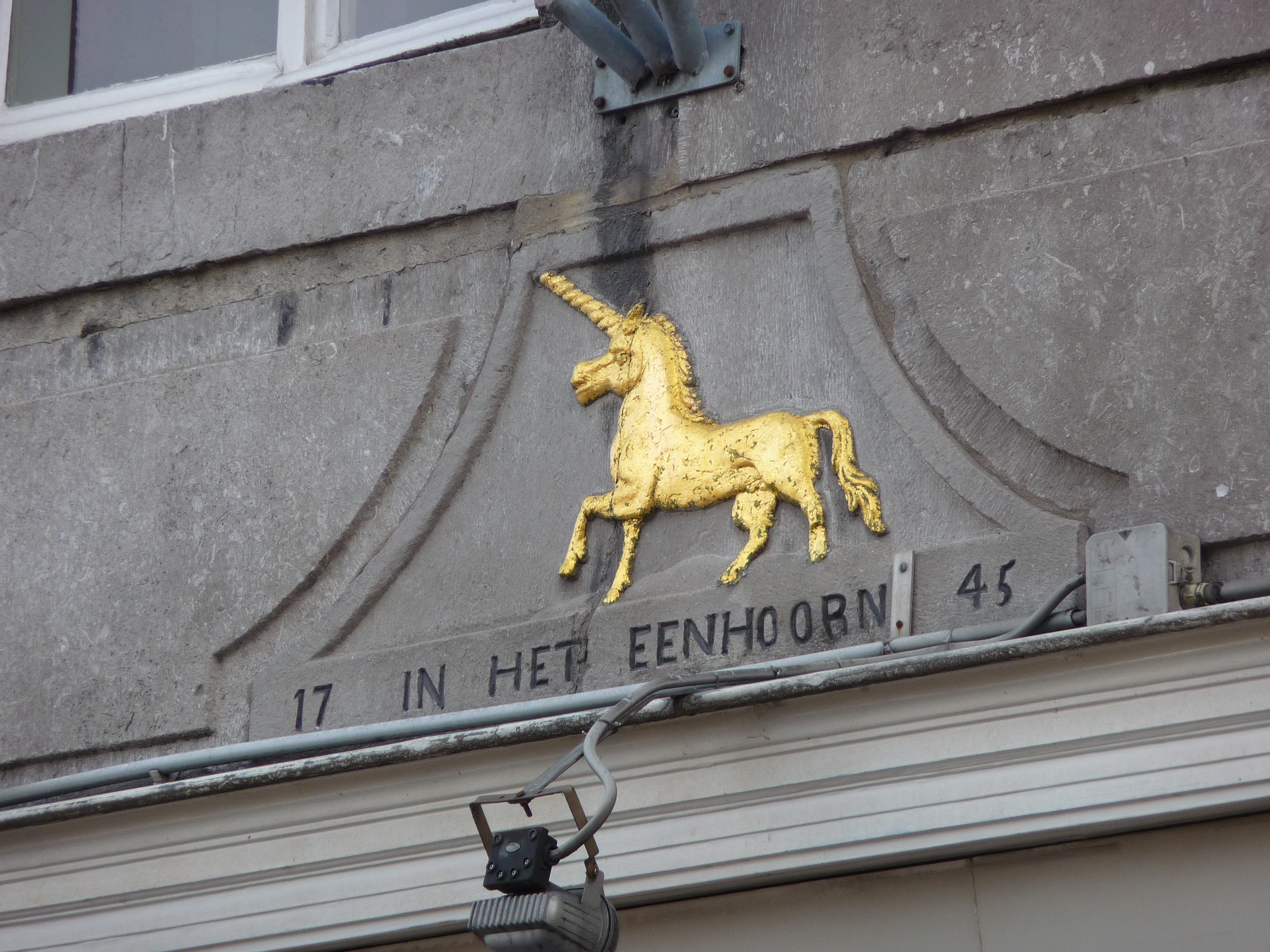
Gevelsteen Markt 8
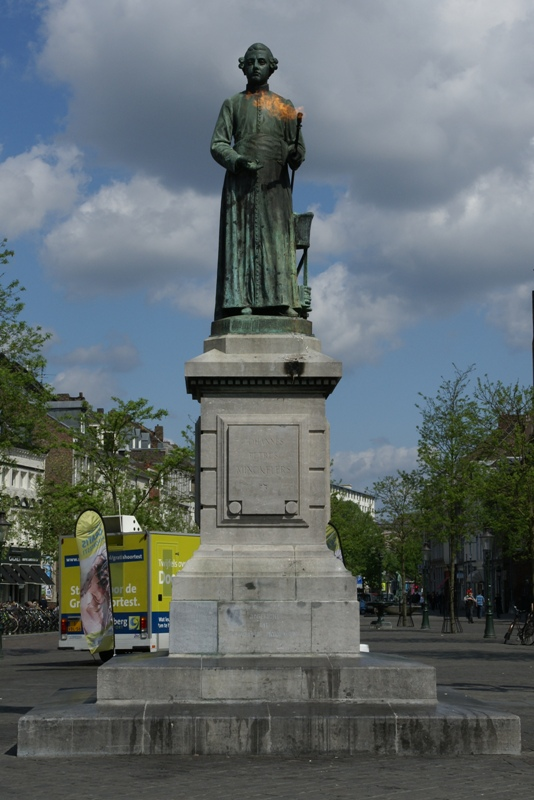
Standbeeld Minckeleers
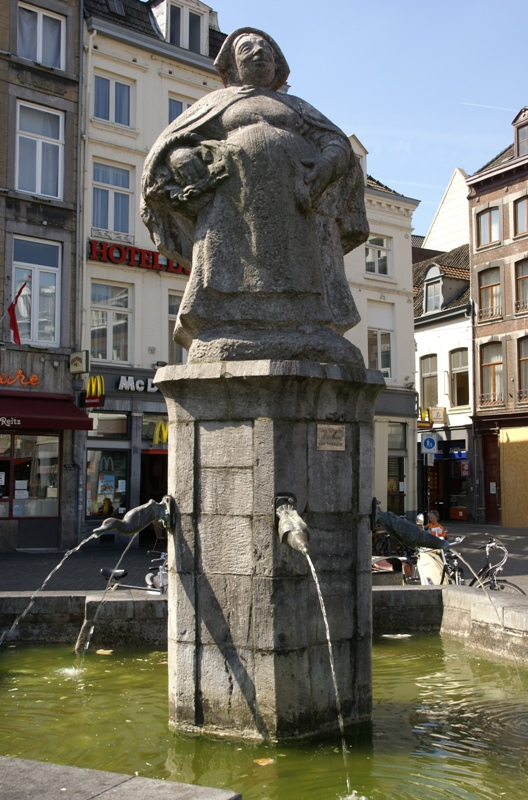
Standbeeld Mooswief
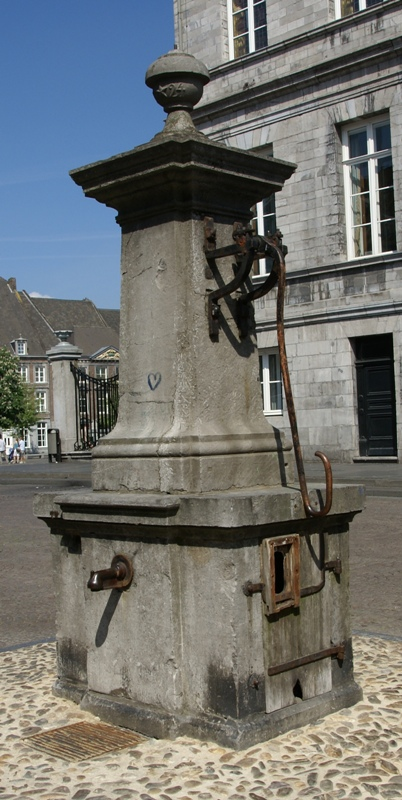
Waterpomp

## Economische betekenis

### Markten, winkels
Op de Markt vinden tweemaal per week warenmarkten plaats, te weten:
- de vrijdagmarkt: dit is de belangrijkste warenmarkt in Maastricht. De vrijdagmarkt is tot in de wijde omgeving van Maastricht bekend en trekt veel publiek uit het omringende buitenland (met name Belgen). De vismarkt is een bekend onderdeel van deze markt.
- de woensdagmarkt: deze algemene warenmarkt vindt op woensdagochtend plaats en is iets kleiner van opzet dan de vrijdagmarkt.

Op zaterdag wordt er een antiekmarkt gehouden. Verder is er aan de zuidzijde van het plein een dagmarkt met een beperkt aantal permanente marktkramen met snacks en levensmiddelen. Naast de markten zijn er diverse reguliere winkels aan de Markt gevestigd, alhoewel het aantal afneemt ten gunste van het aantal horecaondernemingen. In het winkelcentrum Mosae Forum zijn vooral landelijke winkelketens gevestigd.

### Horeca
Op de Markt bevindt zich een grote concentratie van horecagelegenheden, met name aan de noord- en zuidzijde van het plein. Aan de zuidzijde domineren de fastfoodzaken; aan de noordkant bevinden zich enkele hotels. Veel cafés en restaurants hebben terrassen aan het plein. Een typisch Maastrichtse horecazaak die ook bij bezoekers grote bekendheid geniet, is friture Reitz ("frietsje mèt zoervlèis") tegenover het Mooswief aan de zuidkant van de Markt.

## Varia

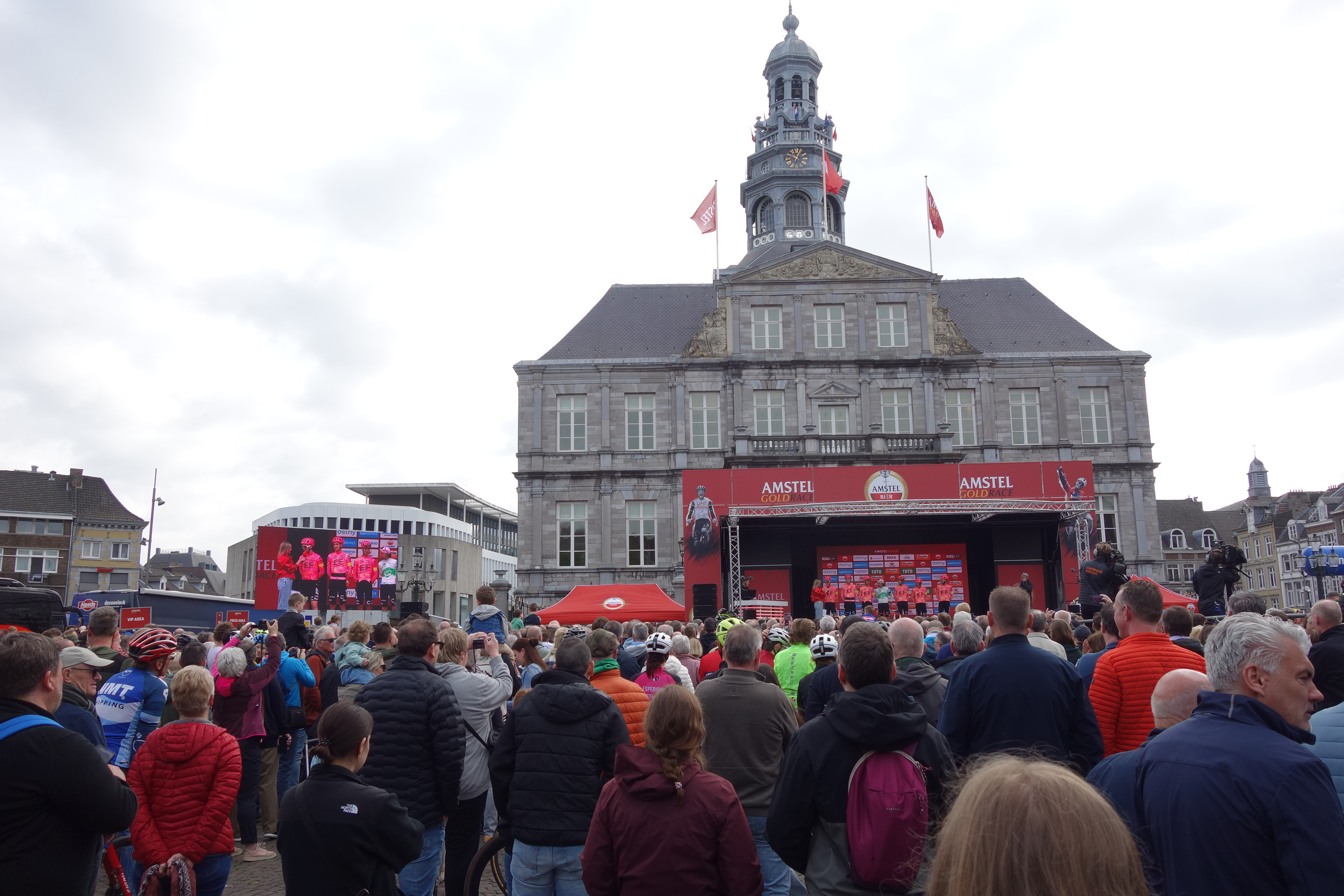
Ploegenpresentatie Amstel Gold Race 2024

- De laatste terechtstelling in Nederland vond op 31 oktober 1860 op de Markt plaats. Johannes Nathan uit Sittard, veroordeeld wegens moord op zijn schoonmoeder, werd door scherprechter Dirk Jansen uit Amsterdam opgehangen.
- Al vóór de invoering van de euro kon er op de Maastrichtse markt met zowel Nederlandse guldens als Belgische franken worden betaald.
- Bij de herinrichting van de Markt en omgeving in 2006 werd bijna 1,8 hectare natuursteen verwerkt: ruim 12.500 m² platines (kasseien), 1500 m² Chinese pandangtegels, 1250 m² Zweedse keien, 1250 m² klein Zweeds plaveisel, 1250 m² klein Portugees plaveisel en 2000 meter trottoirband van Belgische hardsteen.
- Het Mooswief is het symbool van het Maastrichts carnaval. Op de eerste dag van het carnaval wordt op het Vrijthof een replicapop van het beeld omhooggetakeld. Het beeld op de Markt krijgt bij die gelegenheid een krans van groenten omgehangen.
- Sinds 1998 is de Markt de locatie van de ploegenpresentatie en het vertrekpunt van de wielerklassieker Amstel Gold Race. Met uitzondering van de jaren 2019-2023, toen het Vrijthof deze functie had, hoewel de teambussen nog wel verzamelden op de Markt. Sinds 2024 vinden de ploegenpresentatie en de start weer op de Markt plaats.